# Yvonne de Gaulle
Yvonne de Gaulle, (nata Yvonne Charlotte Anne Marie Vendroux) (Calais, 22 maggio 1900 – Parigi, 8 novembre 1979), è stata la moglie del presidente della Francia Charles de Gaulle, in carica dal 1959 al 1969.
Veniva affettuosamente soprannominata "Tante Yvonne" ("Zia Yvonne").
Nata in una famiglia di Calais originaria della Borgogna, i suoi antenati erano ricchi produttori di tabacco di origine olandese, i Van Droeg, poi francesizzato in Vendroux, che dovettero abbandonare l'Olanda a causa della conquista della loro terra da parte di Guglielmo III d'Orange per respingere l'avanzata di Luigi XIV. Un antenato di Yvonne sposò in seguito una donna di Calais all'inizio della Rivoluzione francese, dando origine alla linea francese della famiglia.
Il padre, Jacques Vendroux (1868-1931), era il presidente del consiglio di amministrazione di una fabbrica di biscotti. Sua madre, Marguerite Forest (1875-1933), proviene da una famiglia di notai delle Ardenne, e fu la sesta donna in Francia ad ottenere la patente di guida. Il fratello maggiore Jacques (1897-1988) fu il sindaco di Calais dal 1945 al 1973. Il fratello minore Jean (1901-1956), ebbe sette figli e morì a 55 anni in un incidente automobilistico e aveva anche una sorella minore di nome Suzanne (1905-1980).
La coppia si sposò il 7 aprile 1921, ed ebbe tre figli: Philippe de Gaulle (1921-2024), Elisabeth de Gaulle (1924-2013) e Anne de Gaulle (1928-1948), nata con la Sindrome di Down. Insieme al marito scampò ad un attentato il 22 agosto 1962, quando la loro Citroën DS fu presa di mira dal fuoco di mitragliatrice di Jean Bastien-Thiry, a Clamart.
In memoria della figlia Anne, prematuramente scomparsa, Yvonne de Gaulle nel 1948 istituì la Fondation Anne-de-Gaulle, una fondazione a favore dei bambini con handicap mentali.
Nel 1963, il fisarmonicista René Saget ha registrato un brano musicale intitolato Le tango de Tante Yvonne, che ha venduto 10 000 copie..

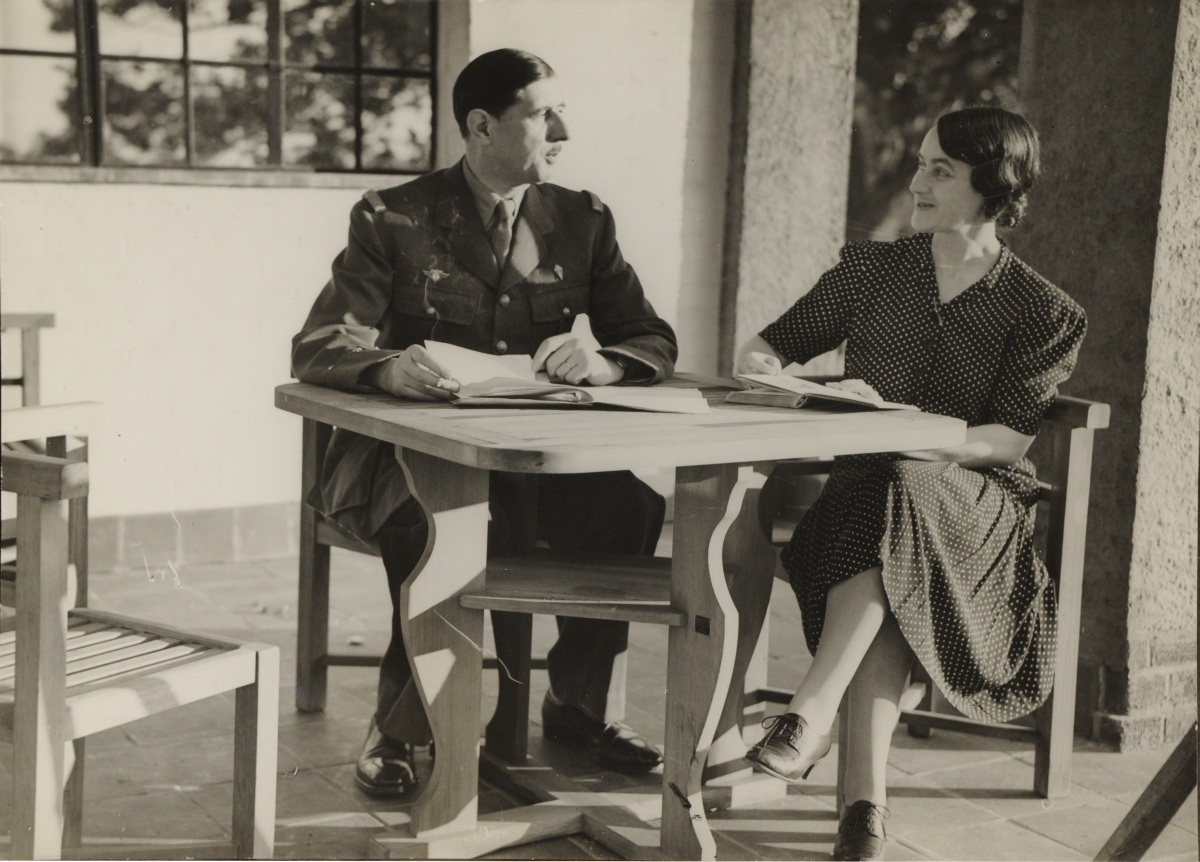
Yvonne de Gaulle e suo marito a Londra durante la seconda guerra mondiale.